# Campeonato Potiguar Segunda Divisão 2015
In 2015 werd de achttiende editie van de Campeonato Potiguar Segunda Divisão gespeeld voor voetbalclubs uit de Braziliaanse staat Rio Grande do Norte. De competitie werd georganiseerd door de FNF en werd gespeeld van 22 augustus tot 26 september. ASSU werd kampioen.

## Eindstand
Indien het verschil tussen de eerste en de tweede groter is dan 3 punten wordt er geen finale gespeeld en wordt deze club kampioen.
| Plaats | Club                | Wed. | W | G | V | Saldo | Ptn. |
| ------ | ------------------- | ---- | - | - | - | ----- | ---- |
| 1.     | ASSU                | 6    | 5 | 1 | 0 | 14:4  | 16   |
| 2.     | Santa Cruz de Natal | 6    | 3 | 1 | 2 | 13:14 | 10   |
| 3.     | Atlético Potengi    | 6    | 1 | 2 | 3 | 7:8   | 5    |
| 4.     | Mossoró             | 6    | 1 | 0 | 5 | 7:15  | 3    |

|  | Kampioen |

## Kampioen
| Campeonato Potiguar de 2015 - Segunda Divisão |
| Rio Grande do Norte                           |
| --------------------------------------------- |
| ASSU Kampioen (1° titel)                      |